# Aprionus lobatus
Aprionus lobatus är en tvåvingeart som beskrevs av Berest 1986. Aprionus lobatus ingår i släktet Aprionus och familjen gallmyggor.
Artens utbredningsområde är Ukraina. Inga underarter finns listade i Catalogue of Life.